# Fidget spinner
Um fidget spinner (também conhecido como hand spinner e inquieteco) é um brinquedo giratório feito de metal ou plástico voltado para crianças e adolescentes. Um fidget spinner básico é composto de um mancal ou rolamento, no centro de um desenho feito a partir de uma variedade de materiais, incluindo latão, aço inoxidável, titânio, cobre e plástico. O brinquedo foi anunciado como algo que poderia ajudar as pessoas que têm dificuldade para se concentrar ou "inquietas" (tais como aqueles com TDAH, autismo, ou ansiedade), agindo como um mecanismo de liberação de energia nervosa ou estresse. Especialistas estavam divididos sobre esta afirmação, com algum apoio a ela, enquanto outros disputaram sua base científica e argumentaram que o brinquedo, na verdade, pode causar mais distração.
Os fidget spinners tornaram-se um brinquedo popular no início de 2017. Muitas vezes comercializados com benefícios para a saúde, o brinquedo começou a ser utilizado por crianças em idade escolar, resultando em algumas escolas proibindo a utilização dos spinners, argumentando que o brinquedo se tornou uma distração em sala de aula. Outras escolas estão permitindo que o brinquedo seja utilizado discretamente pelas crianças, a fim de ajudá-los a se concentrar.

## Origem

Um Fidget Spinner comum rotacionando.

Catherine Hettinger, engenheira química por formação, foi inicialmente creditada por algumas notícias de ter sido a inventora do brinquedo giratório, incluindo por meios de comunicação como O Guardian, O New York Times, e o New York Post. Hettinger depositado um pedido de patente para um "brinquedo de giro", em 1993. Hettinger, disse ao New York Post que a ideia para o brinquedo veio quando ela viu meninos jogando pedras em policiais em Israel. Em resposta ao que viu, ela queria desenvolver um brinquedo calmante que poderia ajudar as crianças a reprimir a energia e a "promover a paz". No entanto, ela contou ao The Guardian que as origens do fidget spinner veio quando ela estava sofrendo de miastenia gravis, uma doença autoimune que causa fraqueza muscular. Não sendo possível brincar com a sua filha, ela começou a "jogar coisas em conjunto com jornal e fita", em um esforço para entretê-la. O brinquedo logo ganhou moderada popularidade quando ela começou a produção de pequena escala, em sua própria casa e vendeu sua invenção em feiras de arte, na Flórida.
Hettinger requereu a patente, de 28 de maio de 1993, para um dispositivo de única peça redonda feito de "plástico macio" com uma calota (centro de recuo para o posicionamento do dedo) e uma "saia" (circular exterior de extensão), em seguida, lançou seu dispositivo giratório para fabricantes de brinquedos. No entanto, a Hasbro recusou-se a fazer acordo depois de testes de mercado. Hettinger deixou o lapso da patente de seu brinquedo giratório em 2005, se tivesse sido mantida, teria expirado em 2014.
Um artigo da agência de Notícias Bloomberg, no entanto, contesta a alegação de que Hettinger é a inventora original do brinquedo, citando dois advogados de patentes, que viram pouca semelhança entre os fidget spinners que aumentaram a popularidade em 2017 e o brinquedo giratório de Hettinger, como descrito na patente. Hettinger, ela mesma reconhece que não há nenhuma conexão direta entre o seu próprio brinquedo e os fidget spinners em sua forma atual e não faz quaisquer declarações sobre ser a inventora do produto, informando a agência de Notícias Bloomberg: "Vamos apenas dizer que eu estou alegando ser a inventora. Você sabe, 'Reivindicações Wikipedia", ou algo assim.".
Apesar de o estatuto da patente dos vários fidget spinners atualmente no mercado, não é claro, em uma entrevista que aparecem em 4 de Maio de 2017, pela NPR, Scott McCoskery descreve como ele inventou o dispositivo de metal giratório em 2014, para lidar com o sua própria inquietação nas reuniões e conferências de Tecnologia da informação. Em resposta às solicitações de uma comunidade on-line, ele começou a vender o dispositivo que ele chamou "O Torqbar on-line". Pouco tempo depois, outros começaram a fabricar e a vender as suas próprias versões e, em 2016, ele fez uma parceria com um amigo para o arquivar uma patente provisória.

## Projeto

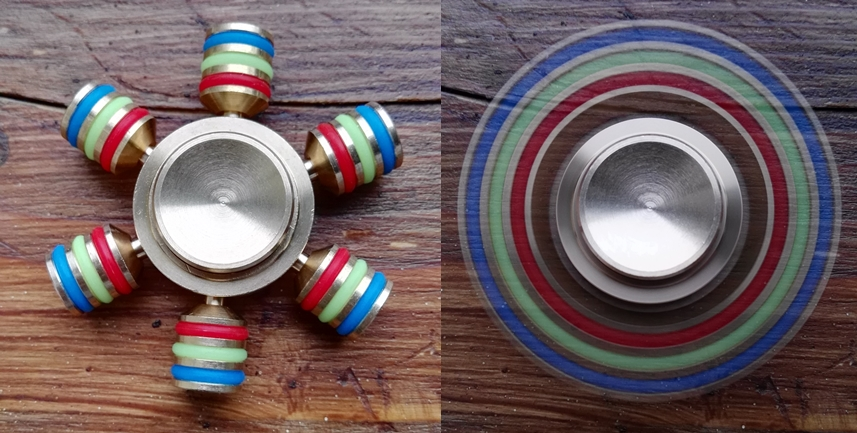
Um Fidget Spinner com seis lâminas, parado e girando

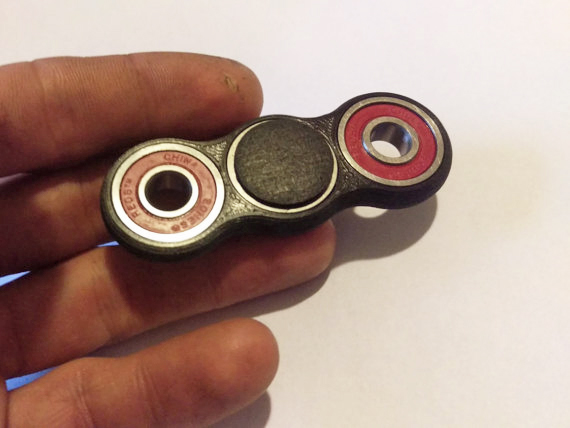
Um fidget spinner plástico com duas lâminas.

Fidget spinners são muitas vezes utilizados com a intenção de aliviar o estresse. O projeto básico consiste de dois ou três pinos (lâminas), com um rolamento em seu centro. Um indivíduo segura o brinquedo pelo centro, enquanto o rolamento em seu centro gira. Os projetos são elaborados a partir de diversos materiais, incluindo latão, aço inoxidável, titânio, cobre, alumínio, e impressos em 3D de plástico. Os tipos de rolamentos utilizados geralmente são de cerâmica, de metal (aço inoxidável ou cromado), e projetos híbridos. Além disso, rolamentos diferentes podem ser usados para ajustar o tempo de rotação, a vibração e o ruído, levando a uma resposta sensorial única.

## Aumento na popularidade
Forbes publicou um artigo descrevendo os fidget spinners como o "brinquedo de escritório que você deve ter para 2017". No final de Março, os usuários em sites de mídia social como o YouTube e o Reddit começaram a fazer upload de vídeos fazendo análise e truques com os fidget spinners. O periódico The Boston Globe informou que os fidget spinners em geral "entraram para o comum" relacionado com o Fidget Cube, brinquedo que também teve aumento na popularidade. Vários vendedores no Etsy foram notificados para criação e venda de projetos customizados do brinquedo giratório.
A  popularidade do fidget spinner começou a aumentar significativamente em abril de 2017, com as pesquisas do Google por "fidget spinner" crescendo no mês, de acordo com a  Money (revista). Em 4 de Maio, as variações do spinner ocuparam cada ponto da Amazon top 20 brinquedos mais vendidos. Muitas publicações referiam-se ao fidget spinner como um modismo, com alguns jornalistas comparando-o com o aumento na popularidade do lançamento de garrafa d'água [en], em 2016. Em 27 de abril, o New York Post detalhou: "assim chamado fidget spinners, de baixa tecnologia e baixo preço, brinquedos que aliviam o estresse, são um grande modismo no país, e as lojas não conseguem mantê-los em estoque."

### A opinião das escolas

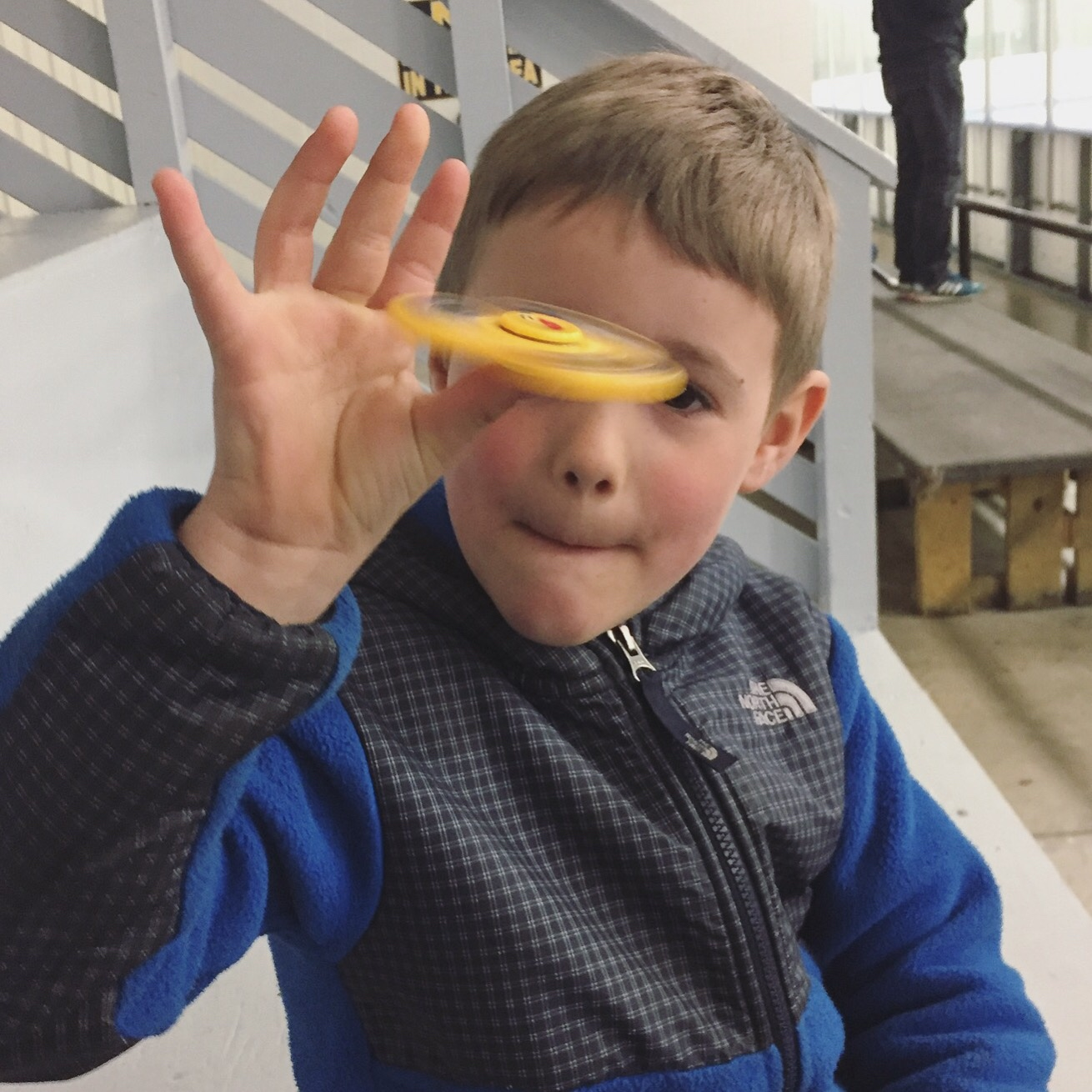
Criança brincando com um Fidget Spinner

Com o rápido aumento da popularidade dos spinners em 2017 — combinado com os avisos sobre seus benefícios para os indivíduos com TDAH e autismo, entre outras condições — muitas crianças e adolescentes começaram a usá-lo na escola. Algumas escolas também relataram que as crianças estavam negociando e vendendo os brinquedos. O Boston Globe citou um professor da sexta série de New Hampshire, que declarou, "quando voltamos do feriado de Natal, algumas crianças tinham spinners, em seguida, mais algumas crianças também tinham, então, eles viraram definitivamente uma moda." Em alguns casos, os fidget spinners foram apontados para ajudar algumas crianças com foco na escola. No que diz respeito a um contexto mais amplo dos brinquedos de alivio de estresse em geral, o Chicago Tribune citou: "hoje, é comum ver crianças usando algum tipo de fidget ou outra ferramenta para ajudá-los a resolver problemas e se focar."
Como resultado de seu uso frequente por crianças, muitos distritos escolares têm recorrido à proibição do brinquedo. As razões citadas para a sua proibição foram, muitas vezes, os professores, argumentando que os spinners distraíam os alunos de concluir seus trabalhos escolares. Taylor-Klaus afirmou, "muitas vezes, as crianças não sabem como usar um fidget e acabam por se torná-los o foco principal, em vez de resolver o problema de atenção", acrescentando que, "spinners são distração visual, e eles podem fazer algum ruído, por isso não é o brinquedo ideal para se usar na sala de aula." O distrito de Plainfield discutiu uma possível proibição do spinner, com a assistente do superintendente de serviços ao aluno do distrito, Mina Griffith, afirmando que "temos alunos que os usam como um tipo de acomodação. Eles foram ensinados como usá-los. Mas estão se tornando uma distração para algumas crianças. Para estudantes que não têm nenhuma deficiência, é um brinquedo, e que nunca foi permitido".

## Efeitos na saúde
Quando a popularidade dos fidget spinners aumentou em 2017, muitas publicações discutiam seus benefícios para os indivíduos com TDAH, autismo, ou ansiedade. Como a revista Money detalhou, fidget spinners foram "criados e comercializados como uma ferramenta calmante utilizada para manter o foco". Alguns fidget spinners vendidos na Amazon foram anunciados como "atenuadores do estresse". Hettinger explicou sua consideração: "um professor de educação especial, o usou com crianças autistas, e isso realmente ajudou a acalmá-los." Tiago Plafke da Forbes, explicou: "em última análise, porém, não há estudos suficientes sobre se estes spinners podem ou não realmente ajudar as pessoas a partir de um ponto de vista da saúde mental." Especialistas ficaram divididos sobre esta afirmação, com alguns defendendo a noção de seu benefício para aqueles com TDAH e autismo, enquanto outros argumentaram que os spinners realmente podem ser mais perturbadores do que úteis, e também serve para aumentar a distração.
Quando inquirido sobre os seus efeitos para os indivíduos com TDAH, a CNN citou Elaine Taylor-Klaus, a co-fundadora da ImpactADHD, um serviço de treinamento para crianças com transtornos de atenção e de seus pais. Taylor-Klaus afirmou que "para algumas pessoas [com TDAH], há uma necessidade de estimulação constante. O que um fidget permite que algumas pessoas – nem todas as pessoas com TDAH a fazer é focar a sua atenção sobre o que deseja focar, porque há uma espécie de plano de fundo para o movimento de ocupação do que precisa." O U.S. News & World Report fez referência a dois terapeutas ocupacionais entrevistados por WTOP, Katherine Ross-Keller e Stephen Poss. Ross-Keller afirmou: "spinners são ótimas ferramentas para as crianças que deles necessitam, enquanto existem regras básicas de conjunto com a criança e o educador com antecedência, e desde que a criança possa seguir as regras." Poss oferece uma visão mais crítica dos spinners: "o spinner, na minha opinião, e na de professores que eu falei, são apenas isso – brinquedos", acrescentando que, "brinquedos para alívio de estresse" são feitos para serem sentidos, para que a atenção visual possa ser centrada no professor. Spinners são visualmente atrativos, e eu acho que é a sua principal desvantagem".

## Leitura complementar
- «How to Get a Free Fidget Spinner». Money